# Asyndetus nevadensis
Asyndetus nevadensis är en tvåvingeart som beskrevs av Harmston 1968. Asyndetus nevadensis ingår i släktet Asyndetus och familjen styltflugor.
Artens utbredningsområde är Nevada. Inga underarter finns listade i Catalogue of Life.